# Australian Championships 1963
Die 51. Australian Championships waren ein Tennis-Rasenplatzturnier der Klasse Grand Slam, das von der ILTF veranstaltet wurde. Es fand vom 10. bis 19. Januar 1963 in Adelaide, Australien statt.
Titelverteidiger im Einzel waren Rod Laver bei den Herren sowie Margaret Smith bei den Damen. Im Herrendoppel waren Roy Emerson und Neale Fraser, im Damendoppel Margaret Smith und Robyn Ebbern die Titelverteidiger. Im Mixed waren Lesley Turner und Fred Stolle die Titelverteidiger.

## Herreneinzel
| Nr. | Spieler      | Erreichte Runde |
| --- | ------------ | --------------- |
| 01. | Roy Emerson  | Sieg            |
| 02. | Ken Fletcher | Finale          |
| 03. | Bob Hewitt   | Halbfinale      |
| 04. | Fred Stolle  | Halbfinale      |

| Nr. | Spieler         | Erreichte Runde |
| --- | --------------- | --------------- |
| 05. | Martin Mulligan | 3. Runde        |
| 06. | John Newcombe   | Viertelfinale   |
| 07. | John Fraser     | Viertelfinale   |
| 08. | Robert Howe     | Viertelfinale   |

## Dameneinzel
| Nr. | Spielerin        | Erreichte Runde |
| --- | ---------------- | --------------- |
| 01. | Margaret Smith   | Sieg            |
| 02. | Lesley Turner    | Halbfinale      |
| 03. | Jan Lehane       | Finale          |
| 04. | Christine Truman | 2. Runde        |

| Nr. | Spielerin         | Erreichte Runde |
| --- | ----------------- | --------------- |
| 05. | Robyn Ebbern      | Viertelfinale   |
| 06. | Elizabeth Starkie | Viertelfinale   |
| 07. | Rita Bentley      | Viertelfinale   |
| 08. | Madonna Schacht   | Viertelfinale   |

## Damendoppel
| Nr. | Paarung                       | Erreichte Runde |
| --- | ----------------------------- | --------------- |
| 01. | Robyn Ebbern Margaret Smith   | Sieg            |
| 02. | Jan Lehane Lesley Turner      | Finale          |
| 03. | Joan Gibson Madonna Schacht   | Halbfinale      |
| 04. | Elizabeth Starkie Judy Tegart | Halbfinale      |